# Tilston (Manitoba)
Pour les articles homonymes, voir Tilston.
Tilston est une communauté du Manitoba située au sud-ouest de la province et enclavée dans la municipalité rurale d'Albert. Tilston est située à l'intersection de l'autoroute 256 et de l'autoroute 345 à approximativement 144 km au sud-ouest de Brandon et 68 km au sud-ouest de la ville de Hartney. À 3 miles à l'ouest se trouve la frontière avec la Saskatchewan et à 25 miles au sud la frontière avec le Dakota du Nord.

## Référence
- (en) Cet article est partiellement ou en totalité issu de l’article de Wikipédia en anglais intitulé « Tilston, Manitoba » (voir la liste des auteurs).